# Гелен Маруліс
Гелен Маруліс (англ. Helen Maroulis; нар. 19 вересня 1991, Роквілл, штат Меріленд) — американська борчиня вільного стилю, триразова чемпіонка, срібна та бронзова призерка чемпіонатів світу, бронзова призерка і чемпіонка Панамериканських чемпіонатів, чемпіонка Панамериканських ігор, володарка і срібна призерка Кубків світу, чемпіонка Олімпійських ігор.

## Біографія
Закінчила середню школу в Роквіллі, штат Меріленд, університет Саймона Фрейзера і Міссурійський баптистський університет. Срібна (2011) та дворазова бронзова призерка чемпіонатів світу серед юніорів. Шестиразова чемпіонка Відкритого чемпіонату США.

## Спортивні результати на міжнародних змаганнях

### Виступи на Олімпіадах
| Змагання                    | Збірна | Вагова категорія          | Місце  |
| --------------------------- | ------ | ------------------------- | ------ |
| Літні Олімпійські ігри 2016 | США    | жіноча боротьба, до 53 кг | Золото |
| Літні Олімпійські ігри 2020 | США    | жіноча боротьба, до 57 кг | Бронза |
| Літні Олімпійські ігри 2024 | США    | жіноча боротьба, до 57 кг | Бронза |

### Виступи на Чемпіонатах світу
| Змагання                        | Збірна | Вагова категорія          | Місце  |
| ------------------------------- | ------ | ------------------------- | ------ |
| Чемпіонат світу з боротьби 2008 | США    | жіноча боротьба, до 51 кг | 8      |
| Чемпіонат світу з боротьби 2011 | США    | жіноча боротьба, до 55 кг | 5      |
| Чемпіонат світу з боротьби 2012 | США    | жіноча боротьба, до 55 кг | Срібло |
| Чемпіонат світу з боротьби 2013 | США    | жіноча боротьба, до 55 кг | 7      |
| Чемпіонат світу з боротьби 2014 | США    | жіноча боротьба, до 55 кг | Бронза |
| Чемпіонат світу з боротьби 2015 | США    | жіноча боротьба, до 55 кг | Золото |
| Чемпіонат світу з боротьби 2017 | США    | жіноча боротьба, до 58 кг | Золото |
| Чемпіонат світу з боротьби 2018 | США    | жіноча боротьба, до 57 кг | 21     |
| Чемпіонат світу з боротьби 2021 | США    | жіноча боротьба, до 57 кг | Золото |
| Чемпіонат світу з боротьби 2022 | США    | жіноча боротьба, до 57 кг | Срібло |
| Чемпіонат світу з боротьби 2023 | США    | жіноча боротьба, до 57 кг | Бронза |

### Виступи на Панамериканських чемпіонатах
| Змагання                                   | Збірна | Вагова категорія          | Місце  |
| ------------------------------------------ | ------ | ------------------------- | ------ |
| Панамериканський чемпіонат з боротьби 2009 | США    | жіноча боротьба, до 55 кг | Бронза |
| Панамериканський чемпіонат з боротьби 2012 | США    | жіноча боротьба, до 55 кг | Золото |
| Панамериканський чемпіонат з боротьби 2023 | США    | жіноча боротьба, до 57 кг | 9      |
| Панамериканський чемпіонат з боротьби 2024 | США    | жіноча боротьба, до 57 кг | Золото |

### Виступи на Панамериканських іграх
| Змагання                  | Збірна | Вагова категорія          | Місце  |
| ------------------------- | ------ | ------------------------- | ------ |
| Панамериканські ігри 2011 | США    | жіноча боротьба, до 55 кг | Золото |

### Виступи на Кубках світу
| Змагання                    | Збірна | Вагова категорія          | Місце  |
| --------------------------- | ------ | ------------------------- | ------ |
| Кубок світу з боротьби 2009 | США    | жіноча боротьба, до 51 кг | Срібло |
| Кубок світу з боротьби 2011 | США    | жіноча боротьба, до 55 кг | 4      |
| Кубок світу з боротьби 2012 | США    | жіноча боротьба, до 55 кг | 8      |
| Кубок світу з боротьби 2013 | США    | жіноча боротьба, до 55 кг | Золото |
| Кубок світу з боротьби 2014 | США    | жіноча боротьба, до 53 кг | 6      |
| Кубок світу з боротьби 2015 | США    | жіноча боротьба, до 55 кг | 4      |

### Виступи на інших змаганнях
| Змагання                                                         | Збірна | Вагова категорія                 | Місце  |
| ---------------------------------------------------------------- | ------ | -------------------------------- | ------ |
| Міжнародний меморіал Дейва Шульца 2009                           | США    | жіноча боротьба, до 51 кг        | Бронза |
| Міжнародний меморіал Дейва Шульца 2010                           | США    | жіноча боротьба, до 55 кг        | Срібло |
| Klippan Lady Open 2010                                           | США    | жіноча боротьба, до 55 кг        | Бронза |
| Золотий Гран-прі з боротьби 2010 (Кліппан )                      | США    | жіноча боротьба, до 55 кг        | Бронза |
| Міжнародний турнір Ньюйоркського атлетичного клубу 2010          | США    | жіноча боротьба, до 55 кг        | Золото |
| Міжнародний меморіал Дейва Шульца 2011                           | США    | жіноча боротьба, до 55 кг        | Бронза |
| Гран-прі Туркуена з боротьби 2011                                | США    | жіноча боротьба, до 55 кг        | Бронза |
| Міжнародний турнір Ньюйоркського атлетичного клубу 2011          | США    | жіноча боротьба, до 55 кг        | Срібло |
| Міжнародний меморіал Дейва Шульца 2012                           | США    | жіноча боротьба, до 55 кг        | Срібло |
| Міжнародний меморіал Дейва Шульца 2013                           | США    | жіноча боротьба, до 55 кг        | Золото |
| Київський Міжнародний турнір з боротьби 2013                     | США    | жіноча боротьба, до 55 кг        | Золото |
| Rumble on the Rails 2013                                         | США    | Multiple Style Event, до LF55 кг | Золото |
| Гран-прі Іспанії з боротьби 2013                                 | США    | жіноча боротьба, до 55 кг        | Срібло |
| Міжнародний турнір Олімпія 2013                                  | США    | жіноча боротьба, до 55 кг        | Срібло |
| Золотий Гран-прі з боротьби 2013 (Баку)                          | США    | жіноча боротьба, до 55 кг        | Бронза |
| Міжнародний меморіал Дейва Шульца 2014                           | США    | жіноча боротьба, до 53 кг        | Золото |
| Кубок Гранми з боротьби 2014                                     | США    | жіноча боротьба, до 55 кг        | Золото |
| Klippan Lady Open 2014                                           | США    | жіноча боротьба, до 55 кг        | Срібло |
| Austrian Ladies Open 2014                                        | США    | жіноча боротьба, до 55 кг        | Золото |
| Золотий Гран-прі з боротьби 2014 (Баку)                          | США    | жіноча боротьба, до 55 кг        | Бронза |
| Відкритий кубок Росії з боротьби 2014                            | США    | жіноча боротьба, до 55 кг        | Золото |
| Henri Deglane Challenge 2014                                     | США    | жіноча боротьба, до 58 кг        | Золото |
| Міжнародний меморіал Дейва Шульца 2015                           | США    | жіноча боротьба, до 55 кг        | Золото |
| Кубок Гранми з боротьби 2015                                     | США    | жіноча боротьба, до 55 кг        | Золото |
| Відкритий кубок Монголії з боротьби 2015                         | США    | жіноча боротьба, до 58 кг        | Золото |
| Beat the Streets 2015                                            | США    | жіноча боротьба, до 55 кг        | Золото |
| Гран-прі Іспанії з боротьби 2015                                 | США    | жіноча боротьба, до 55 кг        | Золото |
| Золотий Гран-прі з боротьби 2015                                 | США    | жіноча боротьба, до 53 кг        | Золото |
| Олімпійські випробування США 2016                                | США    | жіноча боротьба, до 53 кг        | Золото |
| Олімпійський кваліфікаційний турнір з боротьби 2016 (Улан-Батор) | США    | жіноча боротьба, до 53 кг        | Золото |
| Beat the Streets 2016                                            | США    | Multiple Style Event, до LF53 кг | Золото |
| Київський Міжнародний турнір з боротьби 2017                     | США    | жіноча боротьба, до 60 кг        | Бронза |
| Відкритий чемпіонат Польщі з боротьби 2017                       | США    | жіноча боротьба, до 58 кг        | Золото |
| Pro Wrestling League 2018                                        | США    | команда                          | Срібло |
| Beat the Streets 2018                                            | США    | Multiple Style Event, до LF57 кг | Золото |
| Олімпійський кваліфікаційний турнір з боротьби 2020              | США    | жіноча боротьба, до 57 кг        | Срібло |
| Гран-прі Франції Анрі Деглана 2021                               | США    | жіноча боротьба, до 57 кг        | Золото |
| Відкритий чемпіонат Польщі з боротьби 2021                       | США    | жіноча боротьба, до 57 кг        | 7      |
| Гран-прі «Іван Яригін» 2022                                      | США    | жіноча боротьба, до 57 кг        | Золото |
| Турнір Зухаєра Сгайєра 2022                                      | США    | жіноча боротьба, до 57 кг        | 4      |
| Відкритий чемпіонат Загреба з боротьби 2024                      | США    | жіноча боротьба, до 57 кг        | 8      |
| Відкритий чемпіонат Польщі з боротьби 2024                       | США    | жіноча боротьба, до 57 кг        | Золото |

### Виступи на змаганнях молодших вікових груп
| Змагання                                      | Збірна | Вагова категорія          | Місце  |
| --------------------------------------------- | ------ | ------------------------- | ------ |
| Чемпіонат світу з боротьби серед юніорів 2008 | США    | жіноча боротьба, до 51 кг | Бронза |
| Чемпіонат світу з боротьби серед юніорів 2009 | США    | жіноча боротьба, до 55 кг | 17     |
| Чемпіонат світу з боротьби серед юніорів 2010 | США    | жіноча боротьба, до 55 кг | Бронза |
| Чемпіонат світу з боротьби серед юніорів 2011 | США    | жіноча боротьба, до 55 кг | Срібло |